# Kim Possible: A Sitch in Time
Kim Possible: A Sitch in Time (no Brasil: Kim Possible: Um Passeio Pelo Tempo) é um telefilme de animação original da Disney Channel lançado em 28 de Outubro de 2003 e estrela Christy Carlson Romano na voz de Kim Possible e Dakota Fanning na voz de Kim Possible do Futuro. O filme é baseado no desenho animado original da Disney, Kim Possible.

## Sinopse
Em uma emocionante aventura, Kim Possible viajará ao longo dos anos, em uma verdadeira corrida contra o tempo. Quando Shego e seu cruel seguidor capturam o poderoso Macaco do Tempo e começaram a modificar a História, um visitante vindo do futuro, alerta Kim sobre os planos do vilão. Kim, seguida por seu companheiro inseparável Ron Stoppable e seu mascote Rufus, terá que vencer no presente e no passado para garantir o futuro do planeta

## Dubladores Originais
Christy Carlson Romano… Kim Possible
Will Friedle… Ron Stoppable/Ron do Futuro
Dakota Fanning… Kim do Futuro
Nancy Cartwright… Rufus
Tahj Mowry… Josh Wade
Tom Kane… Dr. Drakken
Gary Cole… Sr. Possible
Lauren Maltby… Shego
Michael Duff… Rufus 3000
Michael Clarke Duncan...... Wade do Futuro (voz)
Vivica A. Fox… Monique do Futuro
John DiMaggio… Punho de Macaco
Freddie Prinze Jr.… Jim e Tim Possible/Jim e Tim do Futuro
Raven-Symoné… Monique
Kirsten Storms… Bonnie Rockwaller/Bonnie do Futuro
Jean Smart… Sra. Possible